# Eulalia Ramón
Eulàlia Ramón (Barcelona, 21 de noviembre de 1959) es una actriz española.

## Biografía
Eulàlia Ramón es una actriz, fotógrafa y directora de cine. En la actualidad se encuentra embarcada en diversos proyectos, entre los que destacan su debut en la dirección de cine con el cortometraje Cuentas divinas, escrito por María Zaragoza.
Como fotógrafa, ha colaborado con el artista Xavier Mascaró, con la pintora Pepa Poch y en la selección de obras para la colección Fotosaurios de Carlos Saura. Su obra se ha expuesto en diversos centros de exposiciones y galerías, como el Centro Andaluz de fotografía de Almería, la Fundación Antonio Gala de Córdoba, la Casa del Cine de San Petersburgo, el Instituto Cervantes de Moscú, la Casa Zavala de Cuenca, la Spain Now de Londres o la embajada de España en Abu-Dhabi.
Entre sus trabajos más destacados como actriz se encuentran las películas Matar al Nani (Roberto Bodegas, 1988), Esa cosa con plumas (Óscar Ladoire, 1988) El río que nos lleva (Antonio del Real, 1989), El mar y el tiempo (Fernando Fernán Gómez, 1989), Las cartas de Alou (Montxo Armendáriz, 1990), El rey pasmado (Imanol Uribe, 1991), Fuera de juego (Fernando Fernán Gómez 1991), El pájaro de la felicidad (Pilar Miró 1993), Me llamo Sara (Dolores Payás, 1999), Las manos vacías (Marc Recha, 2003), El síndrome de Svensson (Kepa Sojo, 2005), Gente en sitios (Juan Cavestany, 2013), 75 días (Marc Romero, 2021), así como sus colaboraciones con el director Carlos Saura en filmes como ¡Dispara! (1993), Pajarico (1997), Goya en Burdeos (1999), El séptimo día (2004), Io don Giovanni (2006) y El rey de todo el mundo (2021), cortometrajes como Goya, 3 de mayo (2021) o la obra de teatro El gran teatro del mundo en las Naves del Matadero (2013). También sobre las tablas destacan su trabajo con La Compañía Nacional de teatro en La verdad sospechosa de Juan Ruiz de Alarcón dirigida por Pilar Miró en 1992, en Después del sueño de Mario Camus el mismo año y en el Tres actos desafiantes de Woody Allen, Elaine May y David Mamet con montaje de José Pascual de 1996. También ha participado de lecturas dramatizadas y de teatro radiado, como la Ficción Sonora de Elvira Lindo para RNE Reformatorio (2020). En televisión, destacan sus apariciones en ficciones como La mujer de tu vida, producida por Fernando Trueba para TVE; Harem de la cadena ABC, en la que aparece junto a Omar Shariff y Ava Gardner; Truhanes para Tele5; ¿Para qué sirve un marido?, de Rosa Vergés o Merlí. Sapere aude, Menna Fité (Movistar+ y CCMA, 2021). También en este medio, presentó, junto a El Gran Wyoming y Óscar Ladoire, el programa de TVE A media voz y condujo la serie documental Amar el cine de TVE que, a día de hoy, todavía se utiliza como instrumento pedagógico en diversas universidades europeas.

## Filmografía

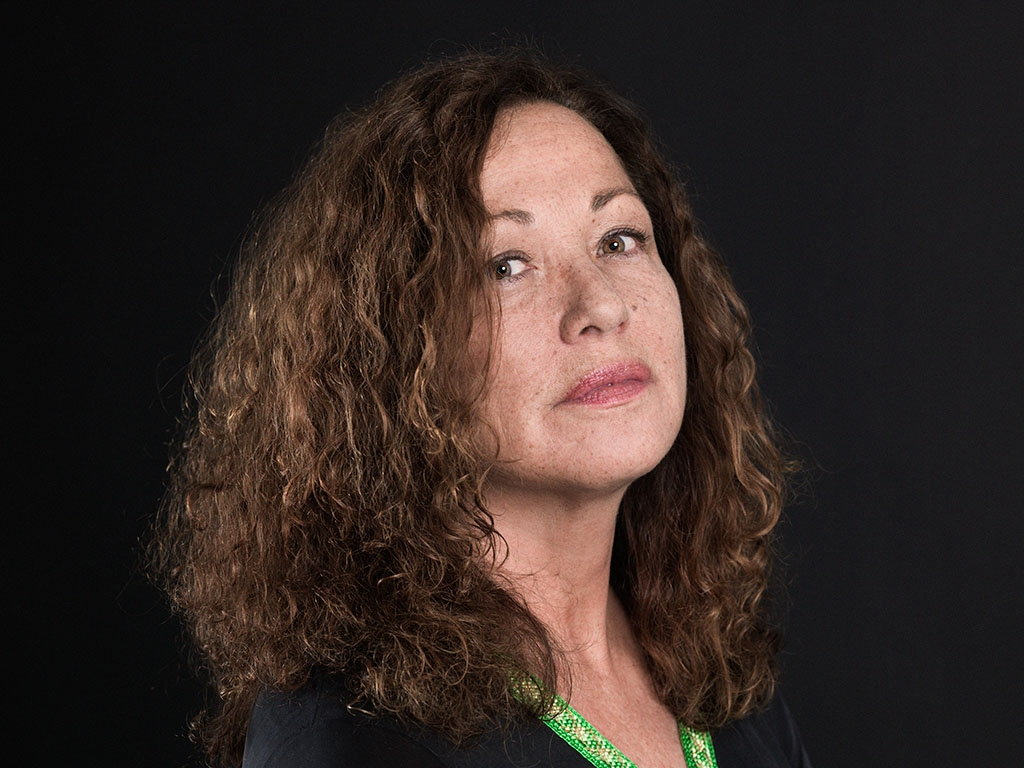
Eulàlia Ramon

### Dirección
- Cuentas divinas (2021) [cortometraje]

### Cortometrajes
- Goya, 3 de mayo (2021), de Carlos Saura
- El Camino de la Totalidad (2018), de Al Palacios
- Yo también (2017), de Sonia Sebastián
- Detour (2015), de César Espada.
- Asalto en la noche (2014), de Laura Tajada.
- La Llorona (2013), de Ernesto Martin.
- Papá se ha ido (2012), de Sonia Sebastián.
- Al pasar la barca (2003), de Antonio Delgado Liz.
- La kedada (2002), de Arturo Franco y Kiko Martínez.
- Lauburu (2001), de Luis Ángel Ramírez.
- Lisa (1998), de Carlos Puyet.
- Del amor (1993), de Antonio Cano.

### Largometrajes
- El rey de todo el mundo (2021), de Carlos Saura.
- 75 Días (2018), de Marc Romero.
- Relaxing cup of coffee (2015), de José Semprún.
- De chica en chica (2014), de Sonia Sebastián.
- Gente en sitios (2013), de Juan Cavestany.
- Spot (2012), de César Espada.
- Petit Indi (2008), de Marc Recha.
- Io, Don Giovanni (2006), de Carlos Saura.
- El síndrome de Svensson (2006), de Kepa Sojo.
- El séptimo día (2004), de Carlos Saura.
- Les manos vacías (2003), de Marc Recha.
- Nosotras (Título original catalán: Dones) (2000), de Judith Colell.
- Adela (2000) de Eduardo Mignogna.
- Goya en Burdeos (1999), de Carlos Saura.
- Hazlo por mi (1997), de Angel Fernández Santos.
- Pajarico (1997), de Carlos Saura.
- Me llamo Sara (1997), de Dolores Payas.
- Taxi (1996), de Carlos Saura.
- Souvenir (1994), de Rosa Vergés.
- El día nunca por la tarde (1994), de Julián Esteban.
- ¡Dispara! (1993), de Carlos Saura.
- Un paraguas para tres (1992), de Felipe Vega.
- La mujer del cortometrajista (1992), de Javier Izquierdo.
- El pájaro de la felicidad (1992), de Pilar Miró.
- Después del sueño (1992), de Mario Camus.
- El rey pasmado (1991), de Imanol Uribe.
- Fuera de juego (1991), de Fernando Fernán Gómez.
- Los mares del Sur (1990), de Manuel Esteban.
- Las cartas de Alou (1990), de Montxo Armendáriz.
- El mar y el tiempo (1989), de Fernando Fernán Gómez.
- El río que nos lleva (1989), de Antonio del Real.
- Garum (película) (1988), de Tomás Muñoz Torres.
- Matar al Nani (1988), de Roberto Bodegas.
- L'amor és estrany (1988), de Carles Balagué.
- Esa cosa con plumas (1988), de Oscar Ladoire.
- Fanny Pelopaja (1984), de Vicente Aranda.
- Últimas tardes con Teresa (1983), de Gonzalo Herralde.

### Teatro
- Reformatorio (2020) de Elvira Lindo para RNE-Radio 3. (Ficción Sonora)
- El gran teatro del mundo (2013), de Pedro Calderón de la Barca y dirigida por Carlos Saura.
- Tres actos desafiantes (1996), de David Mamet y dirigida por José Pascual.
- La verdad sospechosa (1992), de Juan Ruiz de Alarcón y dirigida por Pilar Miró

### Televisión
- Merlí. Sapere Aude, (Serie Movistar+ i CCMA) de Menna Fité (2021)
- Cuéntame cómo pasó, (capítulo "Vivir" serie TVE) de Daniel Cebrian  (2012).
- Ángel o demonio, (capítulo "Una vida por otra" serie TELE5) de Daniel Cebrian  (2010).
- La habitación del niño, dentro de la serie Películas para no dormir (2006).
- El comisario, Jesús Font (2003).
- Des del balcó (2000-2001), de Jesús Garay.
- Nissaga de poder (1996) (TV3), de Josep M. Benet i Jornet.
- Truhanes (1994), de Miguel Hermoso.
- La mujer de tu vida (capítulo "La mujer lunática" serie La 1) (1990)
- Clase media (1987).
- Escalera exterior, escalera interior (1986).
- Las aventuras de Pepe Carvalho (1986), junto a Eusebio Poncela.
- Página de sucesos (1984-1985) (TVE), de Antonio Giménez Rico.